# For Your Pleasure
For Your Pleasure – drugi album studyjny brytyjskiej grupy rockowej Roxy Music, wydany w 1973 roku nakładem Island Records (Wielka Brytania) i Warner Bros. Records (Stany Zjednoczone). To ostatnia płyta nagrana z udziałem Briana Eno. Na zdjęciu zdobiącym okładkę widnieje piosenkarka, aktorka i modelka Amanda Lear.

## Lista utworów
Opracowano na podstawie materiału źródłowego.
Wydanie LP:
Strona A
| Nr | Tytuł utworu                      | Muzyka      | Długość |
| -- | --------------------------------- | ----------- | ------- |
| 1. | „Do the Strand”                   | Bryan Ferry | 4:04    |
| 2. | „Beauty Queen”                    | Bryan Ferry | 4:41    |
| 3. | „Strictly Confidential”           | Bryan Ferry | 3:48    |
| 4. | „Editions of You”                 | Bryan Ferry | 3:51    |
| 5. | „In Every Dream Home a Heartache” | Bryan Ferry | 5:29    |
|    |                                   |             | 21:53   |

Strona B
| Nr | Tytuł utworu        | Muzyka      | Długość |
| -- | ------------------- | ----------- | ------- |
| 1. | „The Bogus Man”     | Bryan Ferry | 9:20    |
| 2. | „Grey Lagoons”      | Bryan Ferry | 4:13    |
| 3. | „For Your Pleasure” | Bryan Ferry | 6:51    |
|    |                     |             | 20:24   |

## Twórcy
Opracowano na podstawie materiału źródłowego.
Muzycy:
- Bryan Ferry – śpiew, fortepian, pianet Hohnera, melotron, harmonijka ustna
- Brian Eno – keyboardy, syntezatory, efekty dźwiękowe z wykorzystaniem taśmy
- Andy Mackay – obój, saksofon, organy elektroniczne
- Phil Manzanera – gitara elektryczna
- Paul Thompson – perkusja

Dodatkowi muzycy:
- John Porter – gitara basowa

Produkcja:
- Chris Thomas, John Anthony, Roxy Music – produkcja muzyczna
- John Middleton, John Punter – inżynieria dźwięku
- Karl Stoecker – fotografia na okładce